# 戈乌达普
戈乌达普是波兰瓦尔米亚-马祖里省的一个镇，邻近俄罗斯边境。

## 友好城市
- 希腊Ano Syros
- 以色列吉夫阿特什穆埃爾
- 俄羅斯古謝夫
- 德国施塔德
- 立陶宛沙基艾
- 俄羅斯杜布纳